# Hamburg-Harvestehude
Harvestehude is een stadsdeel ven het district Eimsbüttel van de Duitse stad Hamburg.

## Geografie
Harvestehude is gelegen op een heuvelrug ten westen van de Außenalster. Het stadsdeel Rotherbaum grenst eraan in het zuiden en Eimsbüttel in het westen. Aan de noordzijde scheidt het Isebekkanaal Harvestehude van de stadsdelen Eppendorf en Hoheluft-West en -Ost.
Harvestehude omvat de appartementsgebouwen van Grindel, het grootste deel van Pöseldorf en het Klosterland rond het Innocentiapark. De Harvestehuder Weg loopt langs de oostelijke rand aan het Alstervoorland.

## Naam
De naam gaat terug op het voormalige klooster Harvestehude, dat van 1293 tot 1530 ten noordwesten van het huidige Eichenpark lag. Die naam is overgedragen van de voormalige locatie van het klooster, Herwardeshude am Pepermölenbek nabij het latere Altona. Letterlijk vertaald zou de betekenis: stapelplaats (Hude) van de bewaker van het leger (Herward) zijn. De naam Herward was in de literatuur van de 12e en 13e eeuw evenwel een plaatselijk veel voorkomende naam, zodat de voor de hand liggende verklaring is dat een zekere Herward de aanlegplaats aan de Pepermöhlenbek, heeft gesticht. Na hun verhuizing naar de Alster noemden de nonnen hun klooster "In valle virginum" (Jungfrauenthal), maar de populaire naam bleef Die Frauen von Herwardeshude, waaruit de naam Harvestehude voortkwam. De Hamburgse schrijver Otto Beneke stelde dat “sommige goede mensen uit Hamburg het ook Herbstehude noemen, want er is een Winterhude aan de overkant. Dat is niet verkeerd, want 'harvest' is het Nederduitse woord voor herfst."

## Geschiedenis
In 1530 werd het klooster ontbonden en nam de stad het bestuur over. In 1860 kocht een "Consortium van Hamburgse Burgers" het landgoed Harvestehude, ontwikkelde het land door er een regelmatig wegennet aan te leggen en het door te verkopen, meestal aan vastgoedspeculanten. Die verkochten en verhuurden villa's en elegante appartementsgebouwen op het verkavelde land aan de Hamburgse hogere klasse en middenklasse. Harvestehude werd een van elegantste wijken in Hamburg. De naam van de "Pöseldorf" van Harvestehude zou afgeleid zijn van "pöseln", wat zoiets betekent als "tuinieren zonder groot economisch succes".
Toen de weinige huizen in dit tuingebied in 1813 afbrandden, werden tussen Pöseldorfer Weg en Magdalenenstraße schuren en huizen voor koetsiers, ambachtslieden, winkeliers en dienstboden gebouwd.
Tijdens de Tweede Wereldoorlog werd het gebied Grindelberg-Oberstrasse-Brahmsallee-Hallerstrasse zwaar beschadigd. Daar werden dan tussen 1949 en 1956 de appartementsgebouwen van Grindel opgericht. De Britse bezettingsmacht was opdrachtgever voor de bouw van de twaalf appartementsgebouwen met acht tot veertien verdiepingen. Later werden die beheerd door SAGA (Gemeinnützige Siedlungs-AG Hamburg).
Toen asielzoekers in 2015 zouden worden gehuisvest in een voormalig militair gebouw, spanden bewoners van het district een rechtszaak aan. De rechtbanken hebben het verzoek ingewilligd en een bouwstop gelast. Volgens het ontwikkelingsplan, dat dateert uit de jaren 1950, staat het gebouw in een "bijzonder beschermd woongebied", waarin geen sociale instelling zoals een vluchtelingenhuis is toegestaan. Daarom wijzigde de stad Hamburg het ontwikkelingsplan om de conversie mogelijk te maken. In 2016 werd het gebouw door vluchtelingen betrokken.
Harvestehude is een van de rijkste stadsdelen van Hamburg. Het gemiddelde inkomen per belastingplichtige bedroeg in 2013 111.088 euro per jaar, dat is ongeveer drie keer het algemene gemiddelde in Hamburg.

## Cultuur en bezienswaardigheden

### Muziek
In de wijk Harvestehude is de NDR aanwezig op Rothenbaumchaussee 132 met het NDR-radiohoofdkwartier. Het Landesfunkhaus met de Rolf Liebermann Studio van de NDR bevindt in de onmiddellijke omgeving.
Bij de Klosterstern is er een breed scala aan culturele evenementen in en bij de kerk St. Nikolai am Klosterstern. Concerten door de lokale koren worden er naast diverse culturele en educatieve evenementen aangeboden.
Het Hamburg Camerata kamerorkest en het St. Nikolai Knabenchor hebben hun thuisbasis in de hoofdkerk van St. Nikolai.

### Lezingenreeks
De Harvestehuder Gespräche zijn een internationale en interdisciplinaire lezingenreeks die wordt georganiseerd door het Corps Irminsul in de villa aan de Parkallee 62. De thema's van de ongeveer 125 sprekers variëren van actuele ontwikkelingen in het bedrijfsleven en de politiek over militaire geschiedenis tot oenologie en literatuur.

### Gebouwen

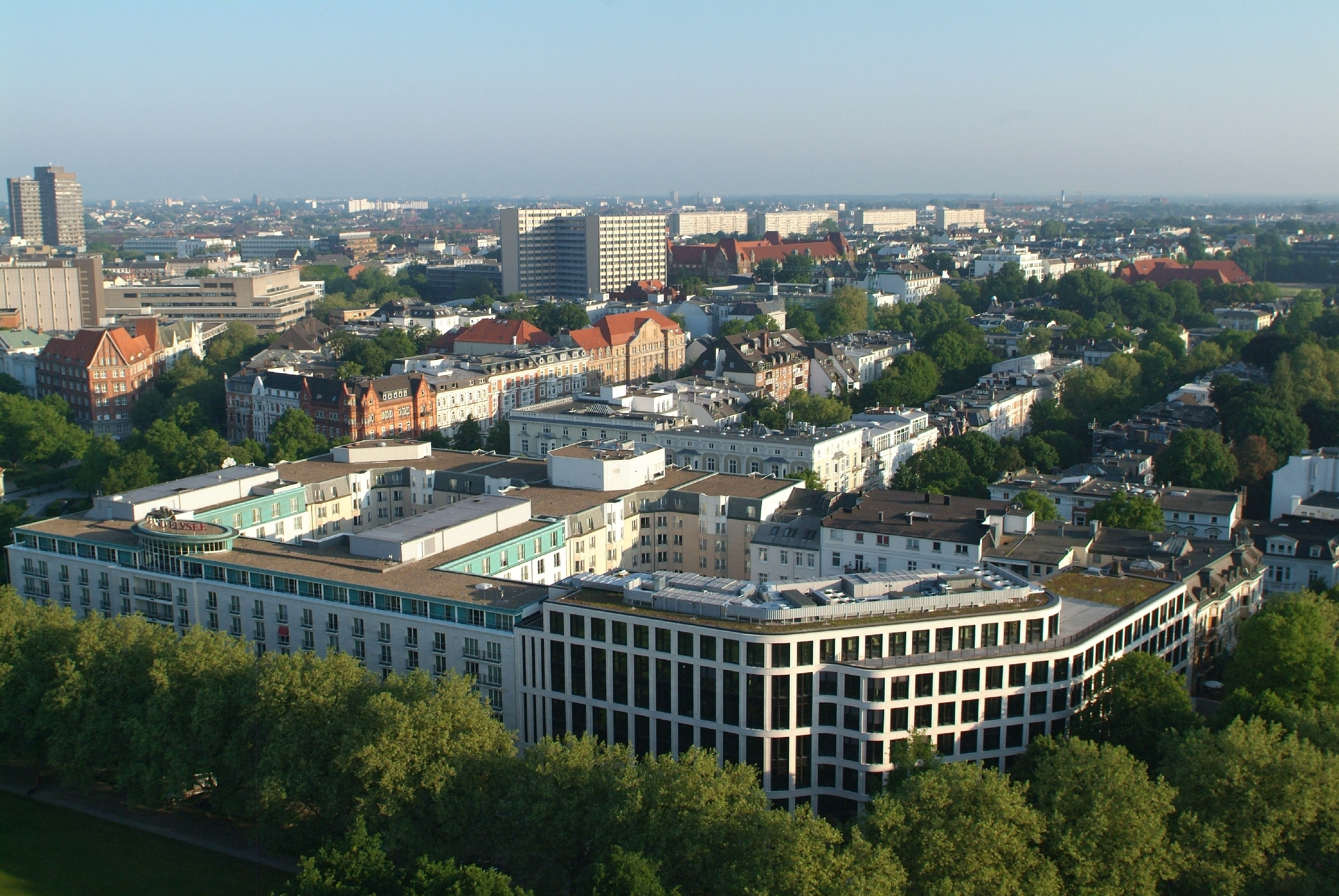

Het stadsdeel kenmerkt zich door talrijke villa's en statige huizen, die vanaf de jaren 1870 zijn gebouwd, aanvankelijk in de stijl van het historisme. Na 1900 kreeg de Art Nouveau in Harvestehude steeds meer de overhand. Na de Eerste Wereldoorlog werden nieuwere huizen gebouwd op de schaarse overgebleven vrije terreinen en, in de jaren vijftig, op de puinen van het bombardement van de Tweede Wereldoorlog.

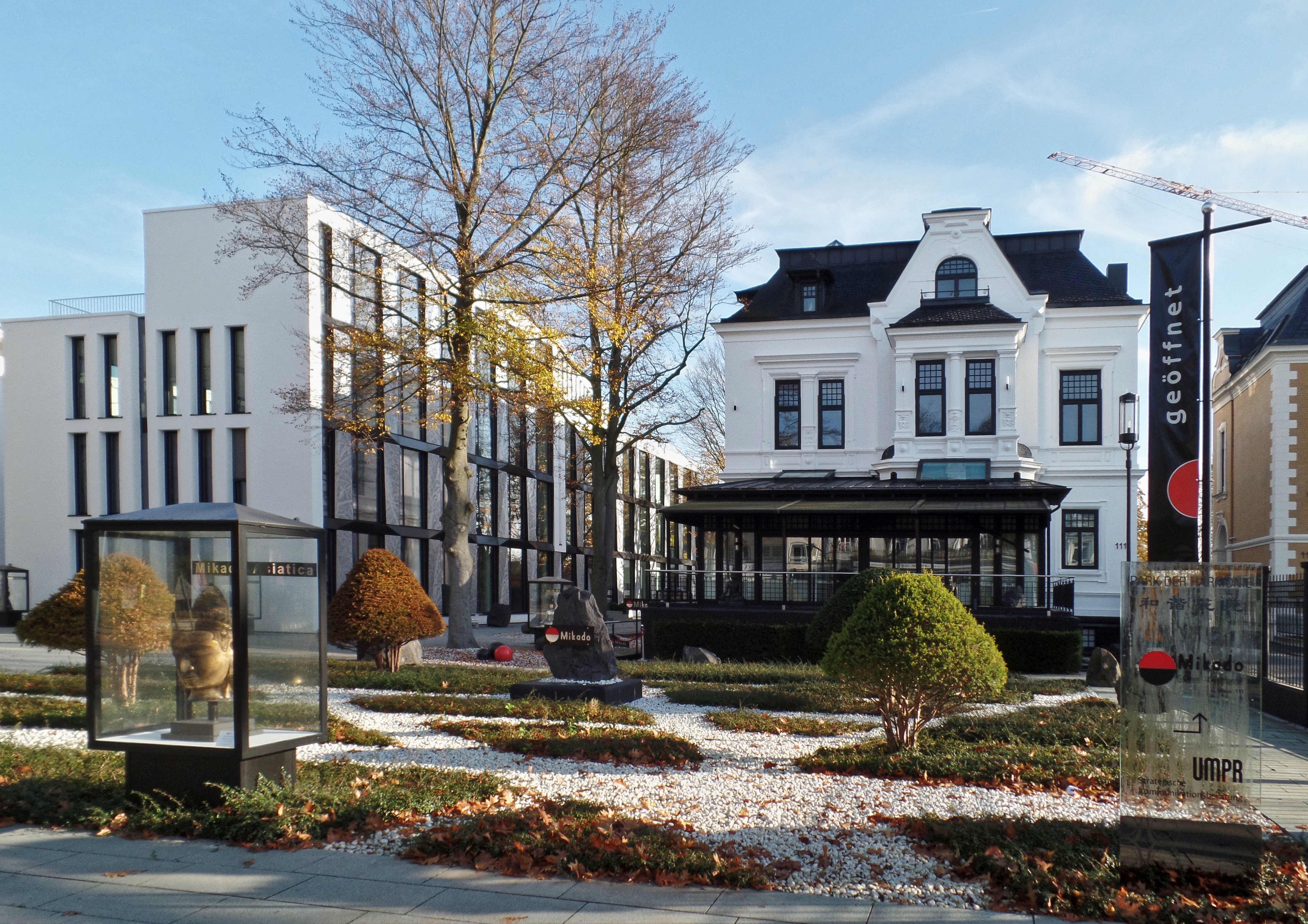

De sloop van monumentale panden in Harvestehude bereikte in de jaren 1970 een hoogtepunt. Meestal maakten de villa's plaats voor appartementencomplexen. Ook recenter komt het nog voor dat historische gebouwen worden afgebroken, bijvoorbeeld in de zomer van 2007, een villa van het zogenaamde “romantisch historisme” uit de jaren 1850 aan de Mittelweg.
De appartementsgebouwen van Grindel waren de eerste die van 1946 tot het midden van de jaren vijftig voor bewoning werden gebouwd.
De hoofdkerk St. Nikolai am Klosterstern werd in de jaren 60 gebouwd ter vervanging van de gebombardeerde St. Nikolaikerk in het centrum van Hamburg. Het kerkraam van Elisabeth Coester en het altaarstuk van Oskar Kokoschka zijn bezienswaardig.

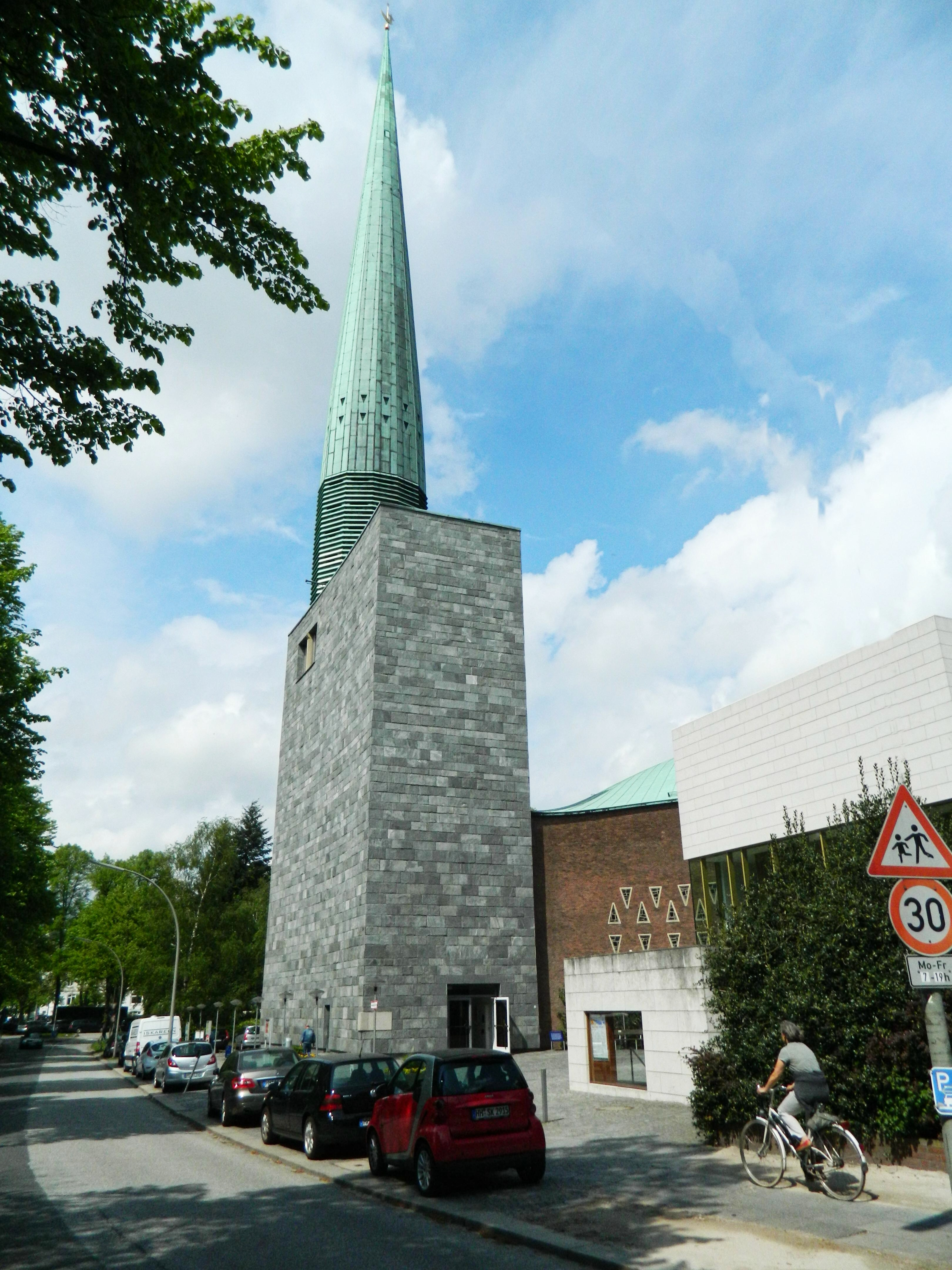
St-Elisabeth

De katholieke St. Elisabethskerk werd samen met de pastorie in 1926 gebouwd op de hoek van de Hochallee en de Oberstraße. Afgezien van de asymmetrische toren en de hardstenen bekleding, valt het gebouw nauwelijks op.
De neogotische kerk van St. Johannis Harvestehude, gebouwd tussen 1880 en 1882, stond oorspronkelijk in de wijk. Het gebouw staat nu echter in het stadsdeel Rotherbaum.
Op de vierde verdieping van het gebouw Alsterchaussee 5 opende Helmuth Gmelin in maart 1948 zijn Theater im Zimmer. In mei 1952 verhuisde het theater naar de overkant (Alsterchaussee 30) in een 19e-eeuwse villa.
Van 1959 tot 2008 was het Ufa-Palast am Grindel, of kortweg Grindel-Kino, een populaire bioscoop.

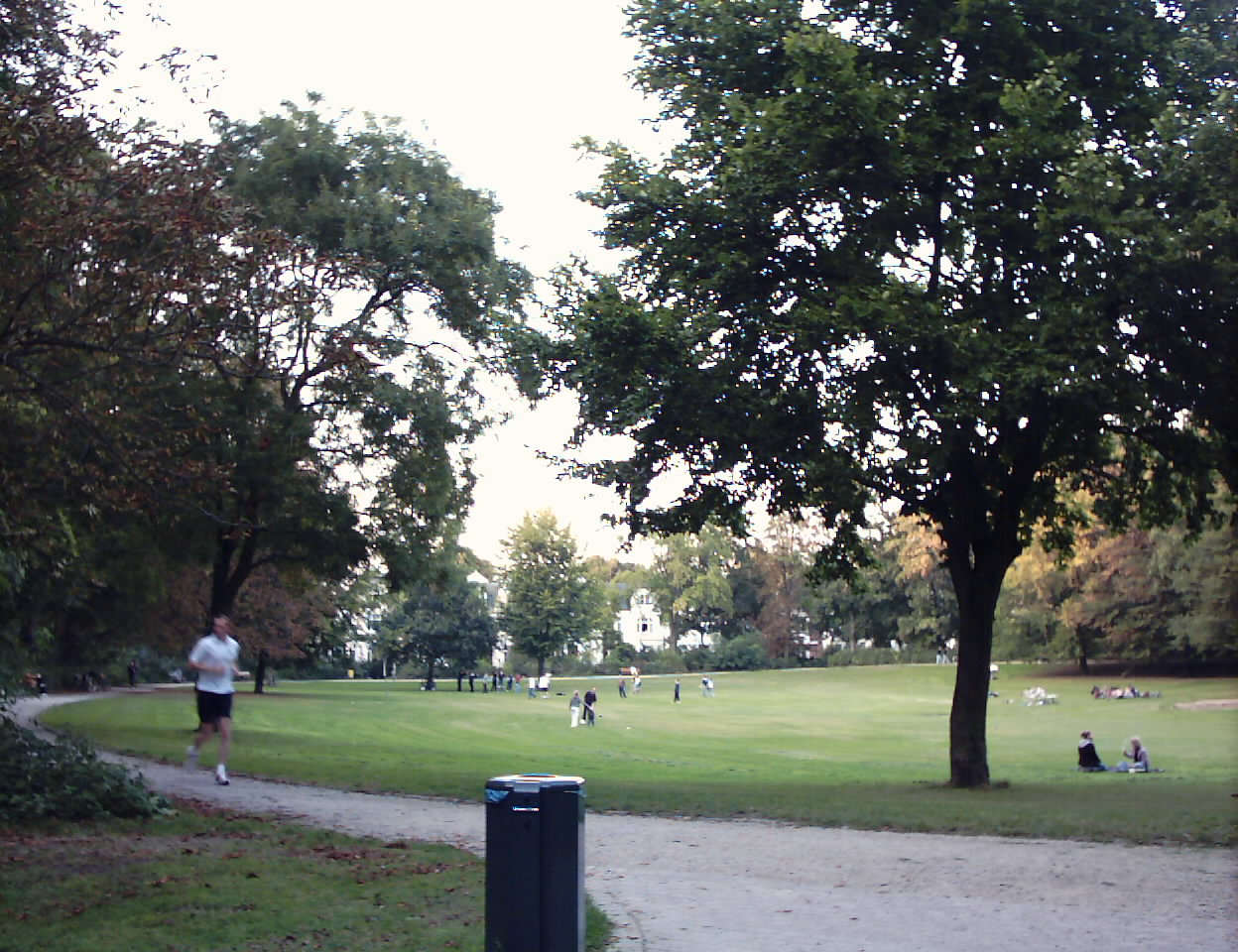
Innocentiapark

### Parken
- Het Innocentiapark en het Bolivarpark bij de Nikolaikerk.
- Het park, Alstervorland genaamd, gelegen in het oostelijke deel van Harvestehude direct aan de Aussenalster, was in 1953 de locatie van de Internationale Gartenbauausstellung (IGA 53). Hiervoor is het privéterrein door de stad aangekocht. Daar hoort ook het Eichenpark bij.

### Isemarkt
De Isemarkt is een populaire wekelijkse markt in de Isestrasse onder het plaatselijke metroviaduct, parallel aan het Isebekkanaal. Met een lengte van 970 meter, zou het de langste openluchtmarkt van Europa zijn. Marktdagen zijn dinsdag en vrijdag van 8.30 uur tot 14.00 uur. Als een feestdag op een van deze dagen valt, wordt de markt de dag ervoor gehouden.

## Economie en infrastructuur
Harvestehude wordt beschouwd als het stadsdeel in Hamburg met de op twee na hoogste inkomens en de hoogste huurprijzen.

### Verkeer

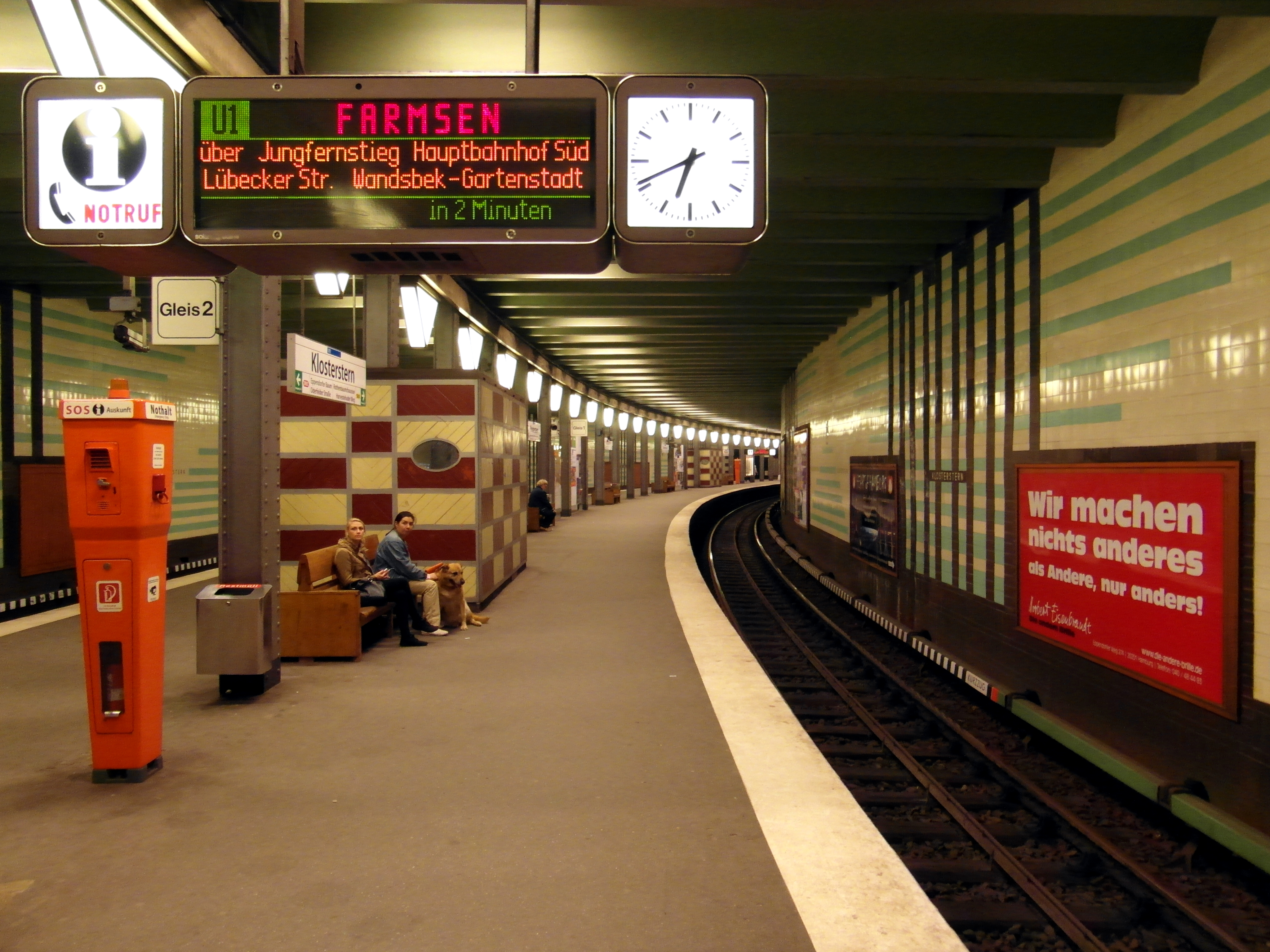
Metrostation Klosterstern

Metrolijnen U1 (met de stations Hallerstraße en Klosterstern) en U3 (met de stations Hoheluftbrücke en Eppendorfer Baum) doorkruisen het stadsdeel. De drukke Metrobuslijn 5 loopt door de Grindelberg. Lijn 15 loopt door de Hallerstrasse aan de zuidgrens en lijn 19 doorkruist het oostelijk deel van Harvestehude op de Mittelweg.

### Media
De Norddeutsche Rundfunk (NDR) is gevestigd in Harvestehude. Het Funkhaus wordt vaak het Funkhaus am Rothenbaum genoemd, hoewel het in Harvestehude ligt, echter aan de Rothenbaumchaussee. De uitgeverij Ganske is gevestigd op de Harvestehuder Weg.